# ヨーナス・スオタモ
ヨーナス・ヴィルヤミ・スオタモ（Joonas Viljami Suotamo (フィンランド語発音: [ˈjoːnɑs ˈsuotɑmo])、 1986年10月3日- ）は、フィンランドのバスケットボール選手、俳優である。身長209cm。
スオタモはペンシルベニア州立大学 (PSU) へ通い、ペンシルベニア州立大学ニタニー・ライオンズでパワーフォワードとセンターのポジションでプレーした。子供のころから音楽、美術、映画に興味があり、PSUではフィルムとビデオについて学んだ。

## バスケットボール選手として
フィンランドのバスケットボールリーグでチームKorisliigaで7シーズンプレイ 。バスケットボールフィンランド代表として3試合、ジュニア国際チームで66試合出場している。

## 俳優として
『スター・ウォーズ/フォースの覚醒』ではピーター・メイヒューが演じるキャラクター、チューバッカのボディーダブルを務めた。次作『スター・ウォーズ/最後のジェダイ』以降はメイヒューの年齢の問題もあり、後任としてチューバッカ役を全面担当することとなった。

### 出演作
| 年        | 題名                                      | 役名         | 備考                                           |
| --------- | ----------------------------------------- | ------------ | ---------------------------------------------- |
| 2015      | スター・ウォーズ/フォースの覚醒           | チューバッカ | アクションシーンのみピーター・メイヒューの代役 |
| 2017      | スター・ウォーズ/最後のジェダイ           | チューバッカ |                                                |
| 2018      | ハン・ソロ/スター・ウォーズ・ストーリー   | チューバッカ |                                                |
| 2019      | スター・ウォーズ/スカイウォーカーの夜明け | チューバッカ | [ 6 ]                                          |
| 2022-2023 | ウィロー                                  | The Scourge  | Disney+配信ドラマ、計4話出演                   |
| 2024      | アコライト                                | ケルナッカ   | Disney+配信ドラマ                              |